# 다마루 나오마사
다마루 나오마사(일본어: 田丸直昌, ? ~ 1609년)는 센고쿠 시대·아즈치모모야마 시대의 다이묘이다. 다마루 도모타다(田丸具忠)의 아들이며, 처는 가모 가타히데(蒲生賢秀)의 딸이다. 이름은 도모나오(具直), 도모야스(具安 또는 具康), 다다마사(忠昌)라고도 하며, 우중장(右中将)에 올랐다. 쓰카하라 보쿠덴에게 검을 배운 숙부 기타바타케 도모노리와 같은 검술의 달인이었다고 여겨진다.

## 출신
다마루 씨(田丸氏)는 이세 고쿠시 기타바타케 가의 서류로, 제 5대 기타바타케 마사사토의 4남 아키하루(顕晴)가 와타라이군 다마루 성에 들어가, 다마루 씨를 칭한 것에서 시작된다.

## 오다 정권 시대
나오마사는 아버지 도모타다의 은거로 가독을 계승하고, 오다 노부나가의 이세 침공 후, 다마루 성을 내어 주고 오다 노부카쓰에게 사관했다. 1574년(덴쇼 2년 7월)에는 노부카쓰 휘하의 무사대장으로서 수군을 이끌고 이세 나가시마 공격에 참전했다. 1576년(덴쇼 4년) 11월, 노부나가의 의향에 의한 노부카쓰의 명에 의해, 나가노 도모후지, 기타바타케 지카나리 등 기타바타케 일문의 주인이었던 이들을 다마루 성으로 끌어들여 살해했다.

## 도요토미 정권 시대
혼노지의 변 후에도 노부카쓰에게 속해 있었지만 노부카쓰와 히데요시가 대립하자, 하시바 히데요시에게 접근하고, 고마키·나가쿠테 전투에서도 가모 씨의 가신으로 종군하였다. 전후, 가모 우지사토의 누이와 혼인하여 가모 씨의 요리키 다이묘(与力大名)가 되었다.
우지사토가 아이즈로 전봉하게 되자, 나오마사는 스카가와 성 성주로 3만석을 받고, 같은 요리키 다이묘이자 우지사토의 매형인 세키 가즈마사와 함께, 가모 씨를 지탱하는 기둥이 되었다. 그 후, 모리야마 성 성주 5만 2천석으로 가증되었다.
우지사토가 죽은 뒤에는 그의 아들 가모 히데유키를 따랐다. 히데유키가 우쓰노미야로 전봉되자, 나오마사는 시나노 가와나카지마의 가이즈 성(海津城)에 봉해졌다. 그 후, 도쿠가와 이에야스의 명으로 미노 이와무라 성 4만석으로 옮겼다.

## 세키가하라 전투와 그 후
나오마사는 세키가하라 전투에서 서군을 도왔다. 오야마(小山) 회의에서 제장이 모두 동군에 가담할 것을 약속한 것에 반해, 혼자서 히데요시의 은원을 생각하여 서군에 가담할 것을 결의했다고 여겨지고 있다. 그러나 실제로 나오마사는 오야마 회의에 참가하지 않았고, 이 일화는 창작된 것이라고 한다. 나오마사는 오사카성의 수비를 맡고, 전후는 구명되었지만 영지가 몰수되고 가독 계승이 금지되었으며 자신은 에치고로 유배되어 출가했다. 1609년에 에치고에서 죽었다고 한다.
적남 나오시게(直茂)는 사면되어 다시 가모 씨에게 사관했다. 그러나 가모 씨가 단절되자 낭인이 되어 가가번에 사관한 뒤, 하타모토가 되었다.